# Médaille pour distinction dans le service de l'administration fiscale
La médaille pour distinction dans le service de l'administration fiscale est la récompense de l'État de la république d'Azerbaïdjan.

## Histoire
Le prix a été créé, en 2010.

## Décoration
La médaille pour distinction dans le service de l'administration fiscale est en bronze, conçue sous la forme d'une plaque.